# Волкова, Клавдия Васильевна
Клавдия Васильевна Волкова (6 января 1909, Шуя, Владимирская губерния — 23 сентября 1985, Севастополь) — российская и украинская советская актриса, народная артистка УССР (с 1974 года).

## Биография
В 1925 году окончила студию Пролеткульта и начала творческую деятельность. В годы Великой Отечественной войны актриса была членом фронтовой культбригады Волковского театра, неоднократно выезжала в районы боевых действий, выступала перед бойцами в прифронтовой полосе и госпиталях. Член ВКП(б) с 1944 года.
Работала в театрах Иваново, Ярославля, в 1946–1954 годах — в Киевском русском драматическом театре имени Леси Украинки, с 1955 года — в Севастопольском русском драматическом театре имени А. Луначарского.
Похоронена в Севастополе на городском кладбище «Кальфи».

Могила Волковой на кладбище «Кальфа» в Севастополе.

## Творчество
Театральные роли:
- Кабаниха («Гроза» А. Островского)
- Турусина («На всякого мудреца довольно простоты» А. Островского);
- Федора («Последние» М. Горького);
- тетя Тася («Годы блужданий» А. Арбузова);
- Анка («Поэма о топоре» М. Погодина);
- Филумена («Филумена Мартурано» Эдуардо де Филиппо);
- Текля («Женитьба» Н. Гоголя);
- Дульская («Мораль пани Дульской» Г. Запольской).

Роли в кино:
- 1964 — Верность (фильм-спектакль)
- 1969 — Странные люди (киноальманах): соседка брата (в титрах К. Волкова);
- 1969 — Братка
- 1982 — Нежность к ревущему зверю: вахтер;
- 1976 — Рождённая революцией (оборотни) 8-я серия :: Эпизод.
- 1976 — Оборотни (сериал)